# Bjurtjärns kyrka
Bjurtjärns kyrka är en kyrkobyggnad som tillhör Storfors församling i Karlstads stift. Kyrkan ligger i Bjurtjärn i Storfors kommun.

## Kyrkobyggnaden
Träkyrkan uppfördes omkring år 1643 och bestod då av koret och långhusets främre del. Kyrktornet tillkom 1658 och var från början troligen fristående. 1671 förlängdes långhuset åt väster och tornet blev en del av kyrkobyggnaden. 1704 tillbyggdes korsarmar åt norr och söder.
Kyrkan är knuttimrad och klädd med rödfärgade spån. Taket kläddes med kopparplåt under 1940-talet. I sin nuvarande form består kyrkan av långhus med ett rakt avslutat kor i öster och vidbyggd sakristia öster om koret. I norr och söder finns korsarmar. I väster finns kyrktornet och framför detta ett vapenhus. Kyrkan har ingångar i vapenhusets västra sida, södra korsarmen samt genom sakristians sydvägg.
Söder om kyrkan står ett åttakantigt gravkor med kupolformat tak. Väggarna är vitputsade och taket är belagt med falsad plåt. Gravkoret uppfördes 1730, och har under en tid fungerat som förråd men efter att kistorna gravsatts på kyrkogården används det numera som ett mindre kapell.
I augusti 2011 stals ca 90 kvadratmeter av kyrkans koppartak samt delar av byggnadens hängrännor.

## Inventarier
- Altaruppsatsen är från 1686.
- Nuvarande predikstol tillverkades 1725 och ersatte en äldre predikstol från 1686.
- Dopfunten är av brunlaserat trä och skänktes till kyrkan 1947.

## Orgel
- År 1899 byggde firman E. A. Setterquist & Son, Örebro, en orgel med 10 stämmor fördelade på en manual och en pedal. Den blev avsynad och godkänd torsdagen 25 januari år 1900 av musikdirektör Carl Wilhelm Rendahl, Karlstad.[2]
- Nuvarande orgeln är byggd 1939 av Orvar Smedman och 1957 omdisponerades orgeln och fick 18 stämmor.

## Galleri

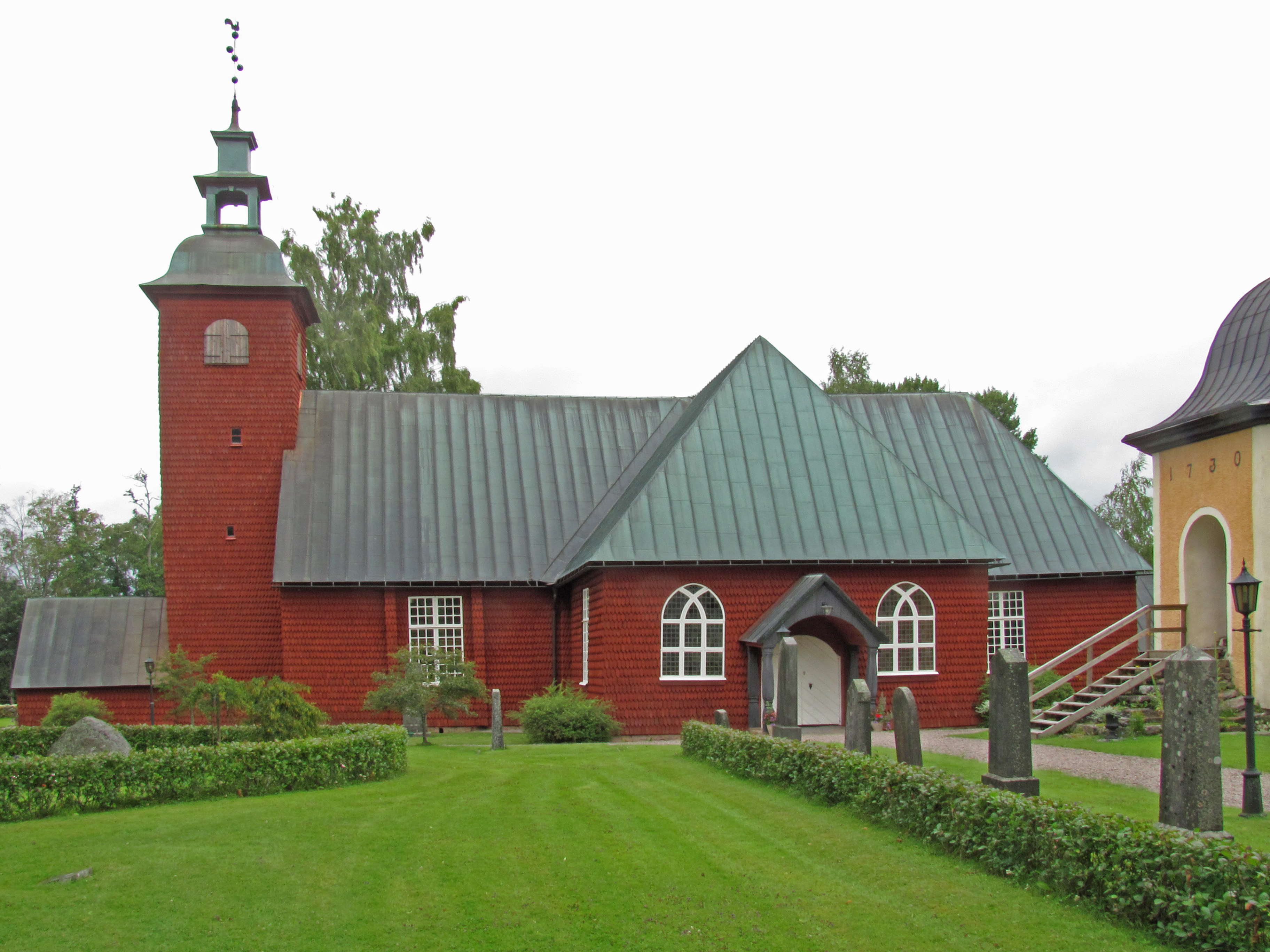
Bjurtjärns kyrka från söder
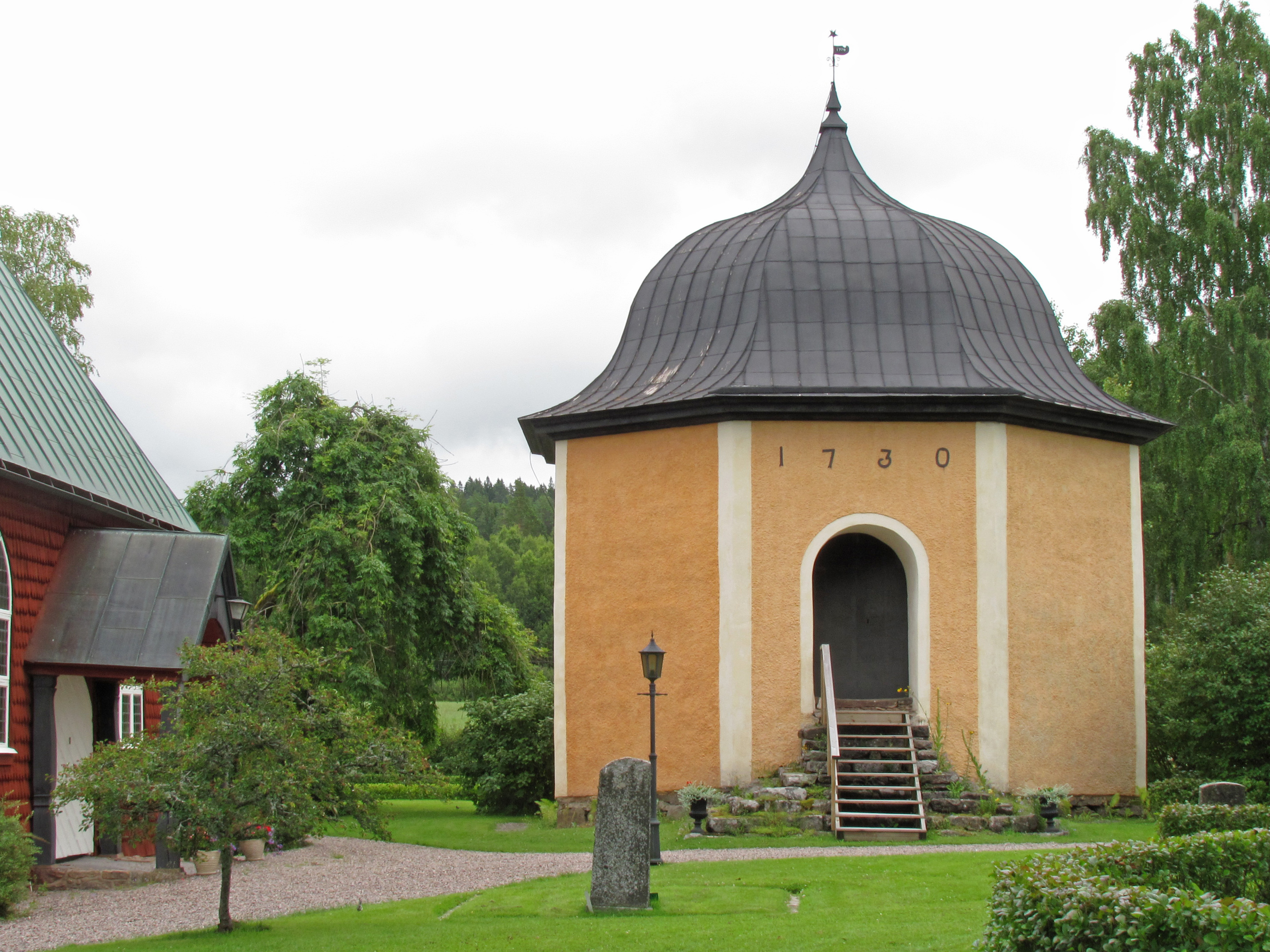
Gravkoret